# Formel 1-VM 1995
Formel 1-VM 1995 hade 17 deltävlingar som kördes under perioden 26 mars–12 november. Förarmästerskapet vanns av tysken Michael Schumacher och konstruktörsmästerskapet av Benetton-Renault. 

## Vinnare
- Förare:  Michael Schumacher, Tyskland, Benetton-Renault
- Konstruktör:  Benetton-Renault, Storbritannien

## Grand Prix 1995
| Grand Prix                 | Datum        | Bana              | Vinnande förare    | Vinnande tillverkare |   |
| -------------------------- | ------------ | ----------------- | ------------------ | -------------------- | - |
| Brasiliens Grand Prix      | 26 mars      | Interlagos        | Michael Schumacher | Benetton-Renault     | * |
| Argentinas Grand Prix      | 9 april      | Buenos Aires      | Damon Hill         | Williams-Renault     | * |
| San Marinos Grand Prix     | 30 april     | Imola             | Damon Hill         | Williams-Renault     | * |
| Spaniens Grand Prix        | 14 maj       | Catalunya         | Michael Schumacher | Benetton-Renault     | * |
| Monacos Grand Prix         | 28 maj       | Monte Carlo       | Michael Schumacher | Benetton-Renault     | * |
| Kanadas Grand Prix         | 11 juni      | Montréal          | Jean Alesi         | Ferrari              | * |
| Frankrikes Grand Prix      | 2 juli       | Magny-Cours       | Michael Schumacher | Benetton-Renault     | * |
| Storbritanniens Grand Prix | 16 juli      | Silverstone       | Johnny Herbert     | Benetton-Renault     | * |
| Tysklands Grand Prix       | 30 juli      | Hockenheimring    | Michael Schumacher | Benetton-Renault     | * |
| Ungerns Grand Prix         | 13 augusti   | Hungaroring       | Damon Hill         | Williams-Renault     | * |
| Belgiens Grand Prix        | 27 augusti   | Spa-Francorchamps | Michael Schumacher | Benetton-Renault     | * |
| Italiens Grand Prix        | 10 september | Monza             | Johnny Herbert     | Benetton-Renault     | * |
| Portugals Grand Prix       | 24 september | Estoril           | David Coulthard    | Williams-Renault     | * |
| Europas Grand Prix         | 1 oktober    | Nürburgring       | Michael Schumacher | Benetton-Renault     | * |
| Stilla havets Grand Prix   | 22 oktober   | Aida              | Michael Schumacher | Benetton-Renault     | * |
| Japans Grand Prix          | 29 oktober   | Suzuka            | Michael Schumacher | Benetton-Renault     | * |
| Australiens Grand Prix     | 12 november  | Adelaide          | Damon Hill         | Williams-Renault     | * |

## Stall, nummer och förare 1995
| Stall/Tillverkare  | Nummer | Förare                              |
| ------------------ | ------ | ----------------------------------- |
| Benetton-Renault   | 1      | Michael Schumacher, Tyskland        |
| Benetton-Renault   | 2      | Johnny Herbert, Storbritannien      |
| Ferrari            | 27     | Jean Alesi, Frankrike               |
| Ferrari            | 28     | Gerhard Berger, Österrike           |
| Footwork-Hart      | 9      | Gianni Morbidelli, Italien          |
| Footwork-Hart      | 9      | Max Papis, Italien                  |
| Footwork-Hart      | 10     | Taki Inoue, Japan                   |
| Forti-Ford         | 21     | Pedro Diniz, Brasilien              |
| Forti-Ford         | 22     | Roberto Moreno, Brasilien           |
| Jordan-Peugeot     | 14     | Rubens Barrichello, Brasilien       |
| Jordan-Peugeot     | 15     | Eddie Irvine, Storbritannien        |
| Ligier-Mugen Honda | 25     | Martin Brundle, Storbritannien      |
| Ligier-Mugen Honda | 25     | Aguri Suzuki, Japan                 |
| Ligier-Mugen Honda | 26     | Olivier Panis, Frankrike            |
| McLaren-Mercedes   | 7      | Mark Blundell, Storbritannien       |
| McLaren-Mercedes   | 7      | Nigel Mansell, Storbritannien       |
| McLaren-Mercedes   | 8      | Mika Häkkinen, Finland              |
| McLaren-Mercedes   | 8      | Jan Magnussen, Danmark              |
| Minardi-Ford       | 23     | Pierluigi Martini, Italien          |
| Minardi-Ford       | 23     | Pedro Lamy, Portugal                |
| Minardi-Ford       | 24     | Luca Badoer, Italien                |
| Pacific-Ford       | 16     | Jean-Denis Deletraz, Schweiz        |
| Pacific-Ford       | 16     | Bertrand Gachot, Belgien            |
| Pacific-Ford       | 16     | Giovanni Lavaggi, Italien           |
| Pacific-Ford       | 17     | Andrea Montermini, Italien          |
| Sauber-Ford        | 29     | Jean-Christophe Boullion, Frankrike |
| Sauber-Ford        | 29     | Karl Wendlinger, Österrike          |
| Sauber-Ford        | 30     | Heinz-Harald Frentzen, Tyskland     |
| Simtek-Ford        | 11     | Domenico Schiattarella, Italien     |
| Simtek-Ford        | 12     | Jos Verstappen, Nederländerna       |
| Tyrrell-Yamaha     | 3      | Ukyo Katayama, Japan                |
| Tyrrell-Yamaha     | 3      | Gabriele Tarquini, Italien          |
| Tyrrell-Yamaha     | 4      | Mika Salo, Finland                  |
| Williams-Renault   | 5      | Damon Hill, Storbritannien          |
| Williams-Renault   | 6      | David Coulthard, Storbritannien     |

## Slutställning förare 1995
| Placering | Förare                   | Konstruktör        | Poäng |
| --------- | ------------------------ | ------------------ | ----- |
| 1         | Michael Schumacher       | Benetton-Renault   | 102   |
| 2         | Damon Hill               | Williams-Renault   | 69    |
| 3         | David Coulthard          | Williams-Renault   | 49    |
| 4         | Johnny Herbert           | Benetton-Renault   | 45    |
| 5         | Jean Alesi               | Ferrari            | 42    |
| 6         | Gerhard Berger           | Ferrari            | 31    |
| 7         | Mika Häkkinen            | McLaren-Mercedes   | 17    |
| 8         | Olivier Panis            | Ligier-Mugen Honda | 16    |
| 9         | Heinz-Harald Frentzen    | Sauber-Ford        | 15    |
| 10        | Mark Blundell            | McLaren-Mercedes   | 13    |
| 11        | Rubens Barrichello       | Jordan-Peugeot     | 11    |
| 12        | Eddie Irvine             | Jordan-Peugeot     | 10    |
| 13        | Martin Brundle           | Ligier-Mugen Honda | 7     |
| 14        | Gianni Morbidelli        | Footwork-Hart      | 5     |
| 15        | Mika Salo                | Tyrrell-Yamaha     | 5     |
| 16        | Jean-Christophe Boullion | Sauber-Ford        | 3     |
| 17        | Aguri Suzuki             | Ligier-Mugen Honda | 1     |
| 18        | Pedro Lamy               | Minardi-Ford       | 1     |

## Slutställning konstruktörer 1995
| Placering | Konstruktör        | Poäng |
| --------- | ------------------ | ----- |
| 1         | Benetton-Renault   | 137   |
| 2         | Williams-Renault   | 112   |
| 3         | Ferrari            | 73    |
| 4         | McLaren-Mercedes   | 30    |
| 5         | Ligier-Mugen Honda | 24    |
| 6         | Jordan-Peugeot     | 21    |
| 7         | Sauber-Ford        | 18    |
| 8         | Footwork-Hart      | 5     |
| =         | Tyrrell-Yamaha     | 5     |
| 10        | Minardi-Ford       | 1     |
| 11        | Forti-Ford         | 0     |
| =         | Pacific-Ford       | 0     |
| =         | Simtek-Ford        | 0     |